# Volkswagen Viloran
Le Volkswagen Viloran est un grand monospace du constructeur automobile allemand Volkswagen fabriqué par SAIC Volkswagen depuis 2020 pour le marché chinois.

## Histoire
Le véhicule a été présenté en novembre 2019 au salon de l'auto de Guangzhou. En mai 2020, il a été lancé en Chine. Aucune vente du modèle n'est prévue en Europe de l'Ouest ou centrale. Avec une longueur de 5,35 m, le Volkswagen Viloran est le Volkswagen le plus long du monde.

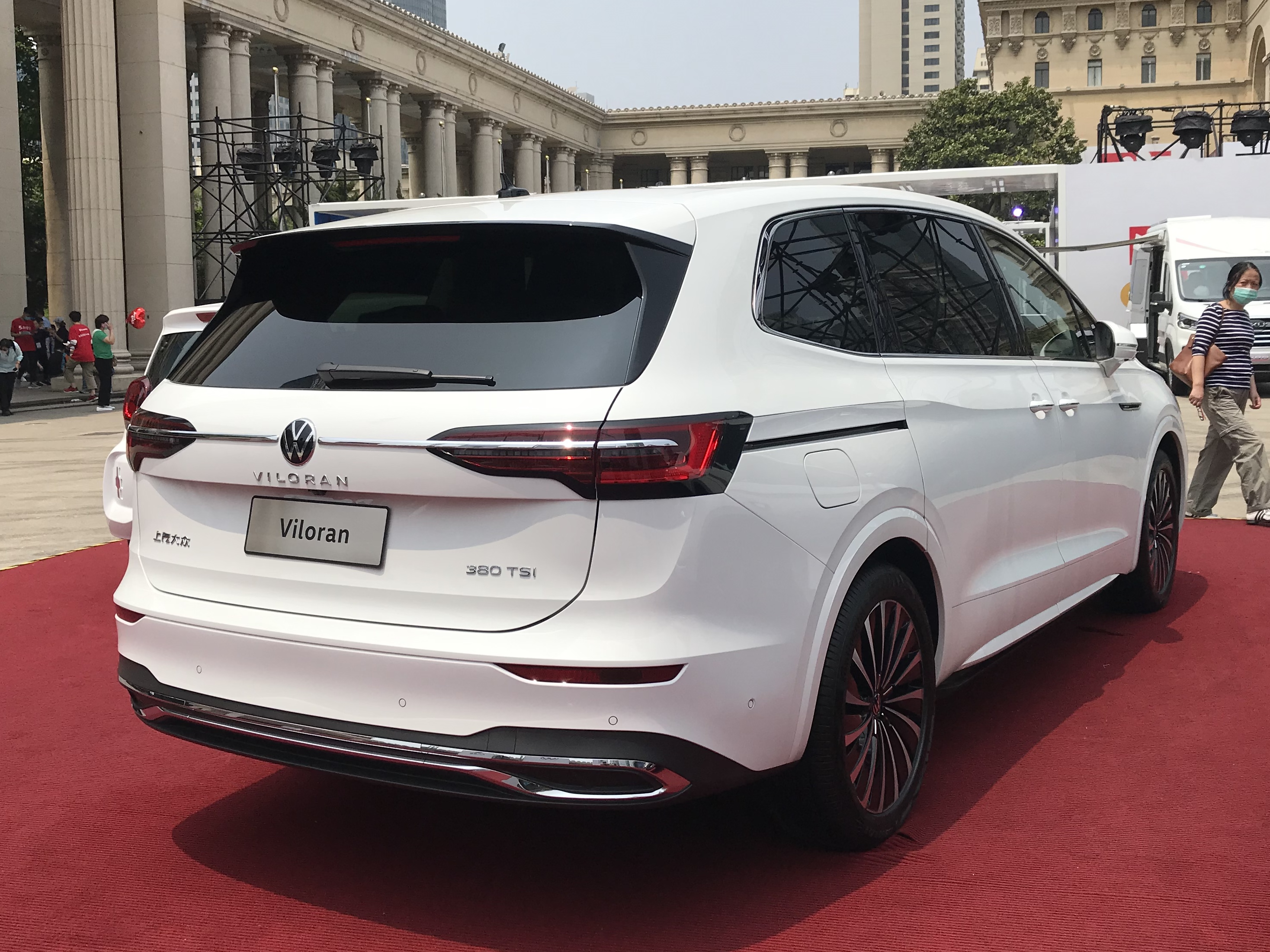
Volkswagen Viloran

En tant que prédécesseur indirect, le Volkswagen Routan, produit entre 2008 et 2013 exclusivement pour le marché nord-américain au Canada, peut être mentionné. Les modèles concurrents du Viloran incluent le Buick GL8 et le Lexus LM.

## Technologie
Ce véhicule a sept places est basé sur la plate-forme modulaire du groupe Volkswagen. Le monospace est propulsé par un moteur essence TSI de deux litres à deux niveaux de puissance. Le Viloran est uniquement disponible avec traction avant et une transmission double embrayage à 7 vitesses.

## Caractéristiques
|                                               | TSI 330                                    | TSI 380                                    |
| --------------------------------------------- | ------------------------------------------ | ------------------------------------------ |
| Période de construction                       | depuis 05/2020                             | depuis 05/2020                             |
| Série de moteurs                              | VW EA888                                   |                                            |
| Type de moteur                                | Moteur essence                             | Moteur essence                             |
| Type de moteur                                | Moteur en ligne, Injection directe         | Moteur en ligne, Injection directe         |
| Cylindres / soupapes                          | 4/16                                       | 4/16                                       |
| Déplacement                                   | 1 984 cm3                                  | 1 984 cm3                                  |
| Performance max. par tr/min                   | 137 kW (186 ch) à 4 100–6 000              | 162 kW (220 ch) à 4 500–6 200              |
| Couple max. par tr/min                        | 320 N m à 1 500–4 000                      | 350 N m à 1 500–4 400                      |
| Type de transmission                          | Traction avant                             | Traction avant                             |
| Type de boîte de vitesses                     | Transmission double embrayage à 7 vitesses | Transmission double embrayage à 7 vitesses |
| Poids à vide                                  | 2 115 kg                                   | 2 160 kg                                   |
| Accélération, 0–100 km/h                      | 10,5 s                                     | 9,3 s                                      |
| Vitesse de pointe                             | 200 km/h                                   | 200 km/h                                   |
| Consommation de carburant aux 100 km, combiné | 7,6 L Super                                | 8,1 L Super                                |